# Табаков, Михаил Иннокентьевич
Михаи́л Инноке́нтьевич Табако́в (1877—1956) — российский и советский музыкант-трубач, музыкальный педагог. Заслуженный деятель искусств РСФСР (1945). Один из основоположников современной отечественной школы исполнительства на этом инструменте.

## Биография
Родился 6 января 1877 года в Одессе.
Учился в Одесском отделении Русского музыкального общества (окончил в 1892 году), в 1891—1896 годах был солистом различных оркестров, с 1897 года в течение более сорока лет играл в оркестре Большого театра (с 1908 года — солист). C 1910 по 1917 годы был также первым трубачом оркестра под управлением Сергея Кусевицкого, в 1922 году — одним из инициаторов создания Персимфанса — оркестра без дирижёра.
Табаков вёл активную педагогическую деятельность: с 1914 года до самой смерти он вёл класс трубы в Московской консерватории, преподавал также дирижирование военным оркестром и инструментовку для духового оркестра. С 1947 года возглавил факультет духовых инструментов Института имени Гнесиных. Среди учеников Табакова — Тимофей Докшицер, Георгий Орвид, Сергей Ерёмин и многие другие выдающиеся трубачи.
«Прогрессивная школа для трубы» в четырёх частях, написанная Табаковым, переиздавалась несколько раз и до сих пор считается одним из основных учебных пособий при обучении на этом инструменте.
Умер 9 марта 1956 года. Похоронен на Ваганьковском кладбище (45 уч.).

## Творчество
Исполнение Табакова отличалось непревзойдённым качеством звучания, этого же он требовал при работе со своими учениками, называя качество звука «основным качеством исполнителя». Табаков считается одним из лучших исполнителей партий солирующей трубы в сочинениях А. Н. Скрябина: «Поэме экстаза», «Прометее», Третьей симфонии. Ему посвящён ряд произведений композиторов-современников, в том числе Концерт для трубы с оркестром В. И. Щёлокова, написанный в 1929 году.

## Награды
- заслуженный деятель искусств РСФСР (14.02.1945)
- орден Ленина
- орден Трудового Красного Знамени (02.06.1937) — за выдающиеся заслуги в деле развития оперного и балетного искусства

## Семья
Жена М. И. Табакова — Юлия Васильевна Табакова (1885—1975).
Сын Глеб Михайлович Табаков (1912—1995) — видный деятель ракетно-космической отрасли.

## Память
с 1993 года имя М. И. Табакова носит 83-я специализированная духовая детская музыкальная школа г. Москвы.